# Burnettown
Burnettown és una població dels Estats Units a l'estat de Carolina del Sud. Segons el cens del 2000 tenia 2.720 habitants.

## Demografia
Segons el cens del 2000, Burnettown tenia 2.720 habitants, 1.066 habitatges i 770 famílies. La densitat de població era de 217,4 habitants/km².
Dels 1.066 habitatges en un 31,3% hi vivien nens de menys de 18 anys, en un 57% hi vivien parelles casades, en un 10,6% dones solteres, i en un 27,7% no eren unitats familiars. En el 25,2% dels habitatges hi vivien persones soles l'11,2% de les quals corresponia a persones de 65 anys o més que vivien soles. El nombre mitjà de persones vivint en cada habitatge era de 2,52 i el nombre mitjà de persones que vivien en cada família era de 3.
Per edats la població es repartia de la següent manera: un 24,4% tenia menys de 18 anys, un 8,6% entre 18 i 24, un 28% entre 25 i 44, un 26% de 45 a 60 i un 13% 65 anys o més.
L'edat mediana era de 38 anys. Per cada 100 dones de 18 o més anys hi havia 94,1 homes.
La renda mediana per habitatge era de 33.140 $ i la renda mediana per família de 38.017 $. Els homes tenien una renda mediana de 29.063 $ mentre que les dones 22.364 $. La renda per capita de la població era de 15.887 $. Entorn del 5% de les famílies i el 8,4% de la població estaven per davall del llindar de pobresa.

## Poblacions més properes
El següent diagrama mostra les poblacions més properes.